# شفا وقرون
شفا وقرون إحدى قرى مركز بسيون التابع لمحافظة الغربية بجمهورية مصر العربية.

## التاريخ
قرية شفا وقرون من القرى القديمة، حيث وردت باسم «شفا» و«قرون» في أعمال الغربية ضمن قرى الروك الصلاحي التي أحصاها ابن مماتي في كتاب قوانين الدواوين، كما وردت باسم شفا وقرون في أعمال الغربية ضمن قرى الروك الناصري التي أحصاها ابن الجيعان في كتاب «التحفة السنية بأسماء البلاد المصرية».
وردت باسم «شفا وقرون» في التربيع العثماني الذي أجراه الوالي العثماني سليمان باشا الخادم في عصر السلطان العثماني سليمان القانوني ضمن قرى ولاية الغربية، وفي تاريخ 1228هـ/1813م الذي عدّ قرى مصر بعد المسح الذي قام به محمد علي باشا باسم «شفا وقرون» ضمن قرى مديرية الغربية. أصلها من توابع مركز محلة منوف (طنطا) حتى ذكرت في تعداد 1960 من توابع مركز بسيون.

## السكان
بلغ عدد سكان شفا وقرون 9106 نسمة حسب تقدير عام 2018.
| السنة  | 1882 | 1897 | 1907 | 1927 | 1947 | 1960 | 1976 | 1986 | 1996 | 2006  | 2018 |
| ------ | ---- | ---- | ---- | ---- | ---- | ---- | ---- | ---- | ---- | ----- | ---- |
| القرية | 1615 | 2694 | 2671 | 2602 | 2836 | 3340 | 4263 | 5185 | 6250 | 7,261 | 9106 |